# Hoplocorypha turneri
Hoplocorypha turneri är en bönsyrseart som beskrevs av Max Beier 1930. Hoplocorypha turneri ingår i släktet Hoplocorypha och familjen Thespidae. Inga underarter finns listade i Catalogue of Life.